# Bătălia de lângă lacul Regillus

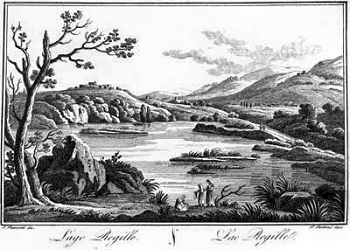
Gravură a Lacului Regillus, locul unde s-a desfăşurat lupta.

Bătălia de lângă lacul Regillus este prima mare victorie militară a romanilor. Se presupune că a avut loc în 498 î.Hr., dar au fost propuse și alte date, de exemplu în 499 î.Hr., 496 î.Hr. sau 493 î.Hr.. În acea perioadă Aulus Postumius Albus era Dictator și Titus Aebutius Elva era Magister Equitum. Lupta s-a terminat cu victorie romană, întreaga tabără a latinilor fiind capturată. Postumius și Aebutius s-au întors la Roma în triumf.  O legendă spune că frații gemeni Castor și Pollux au luptat în această bătălie, iar această idee a fost preluată mai departe de Thomas Macaulay în colecția sa de poeme Lays of Ancient Rome.